# Plancheta

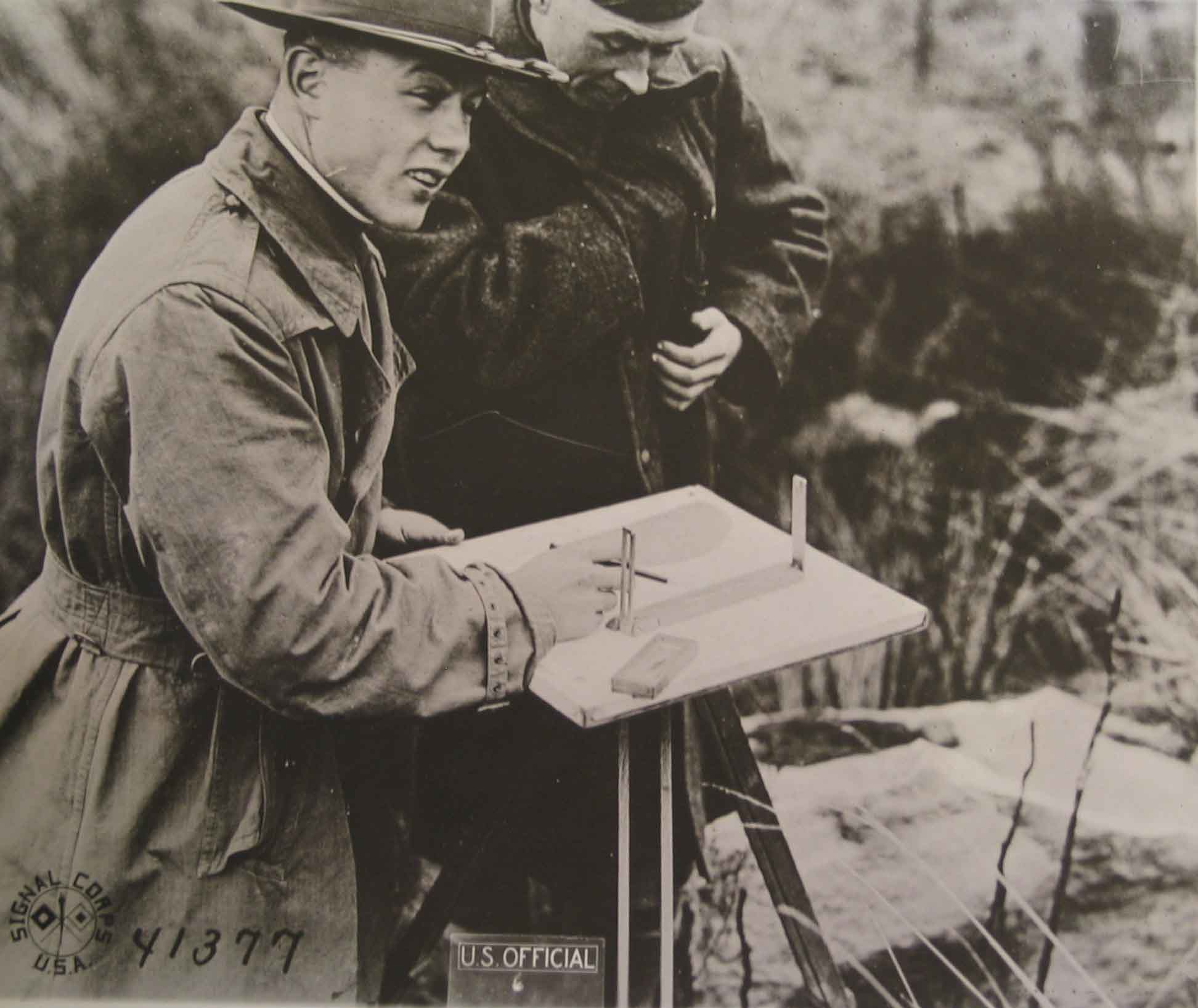
Utilización militar de una plancheta durante la Primera Guerra Mundial

Una plancheta o goniógrafo es un dispositivo utilizado en agrimensura, levantamientos topográficos, cartografía de exploración, cartografía de navegación costera y disciplinas relacionadas para disponer de una superficie sólida y nivelada sobre la que hacer dibujos de campo, planos y mapas.

## Historia

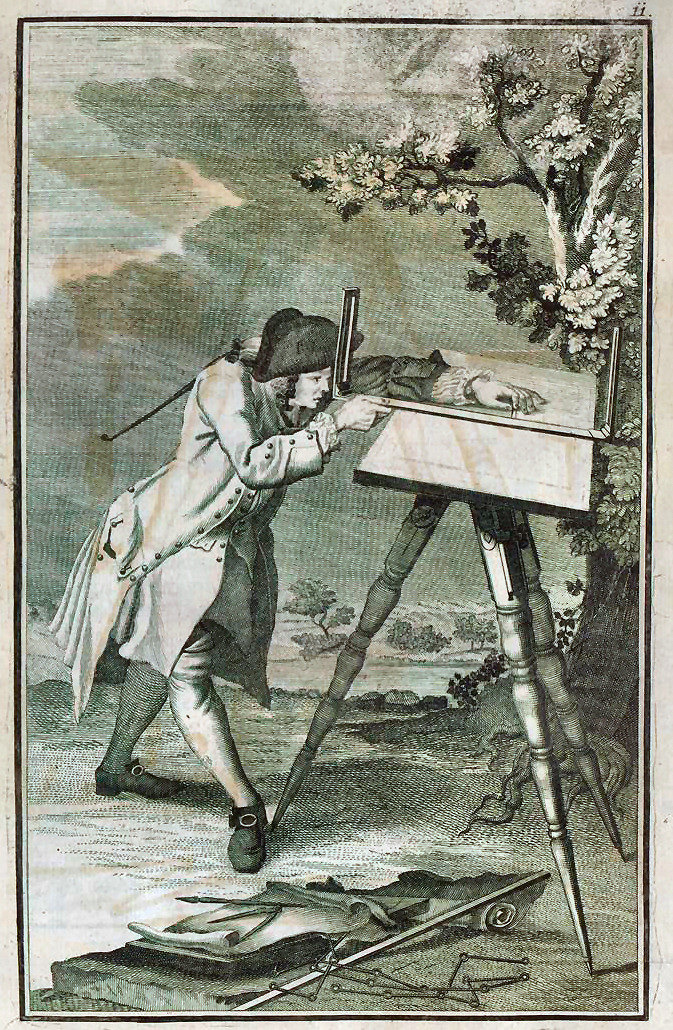
Levantamiento sobre el tablero con una alidada de pínula

La primera mención a la plancheta data de 1551, en la obra "Usage et description de l'holomètre" de Abel Foullon, publicada en París. Sin embargo, dado que la descripción de Foullon era de un instrumento completo y totalmente desarrollado, debe haber sido inventado antes.
También se añadió una breve descripción a la edición de 1591 de la Pantometria de Digge. La primera mención del dispositivo en inglés fue hecha por Cyprian Lucar en 1590.
En español, la primera mención al instrumento en un diccionario data de 1788.
Algunos autores han atribuido la primera plancheta a Johann Richter, también conocido como Johannes Praetorius, un matemático de Núremberg que la habría inventado en 1610, pero esta afirmación parece ser incorrecta.
La plancheta se convirtió en un instrumento popular para la agrimensura, Su uso se difundió ampliamente, siendo considerado un instrumento habitual en comparación con otros dispositivos más complejos como el teodolito, ya que era relativamente fácil de usar. Al permitir el empleo de métodos gráficos en lugar de cálculos matemáticos, podía ser utilizado por personas con menos formación que la requerida para manejar otros instrumentos. La adición de una cámara fotográfica a la plancheta, como hizo a partir de 1890 Sebastian Finsterwalder en combinación con un fototeodolito, supuso el inicio de la fotogrametría en el campo de la topografía.

## Construcción

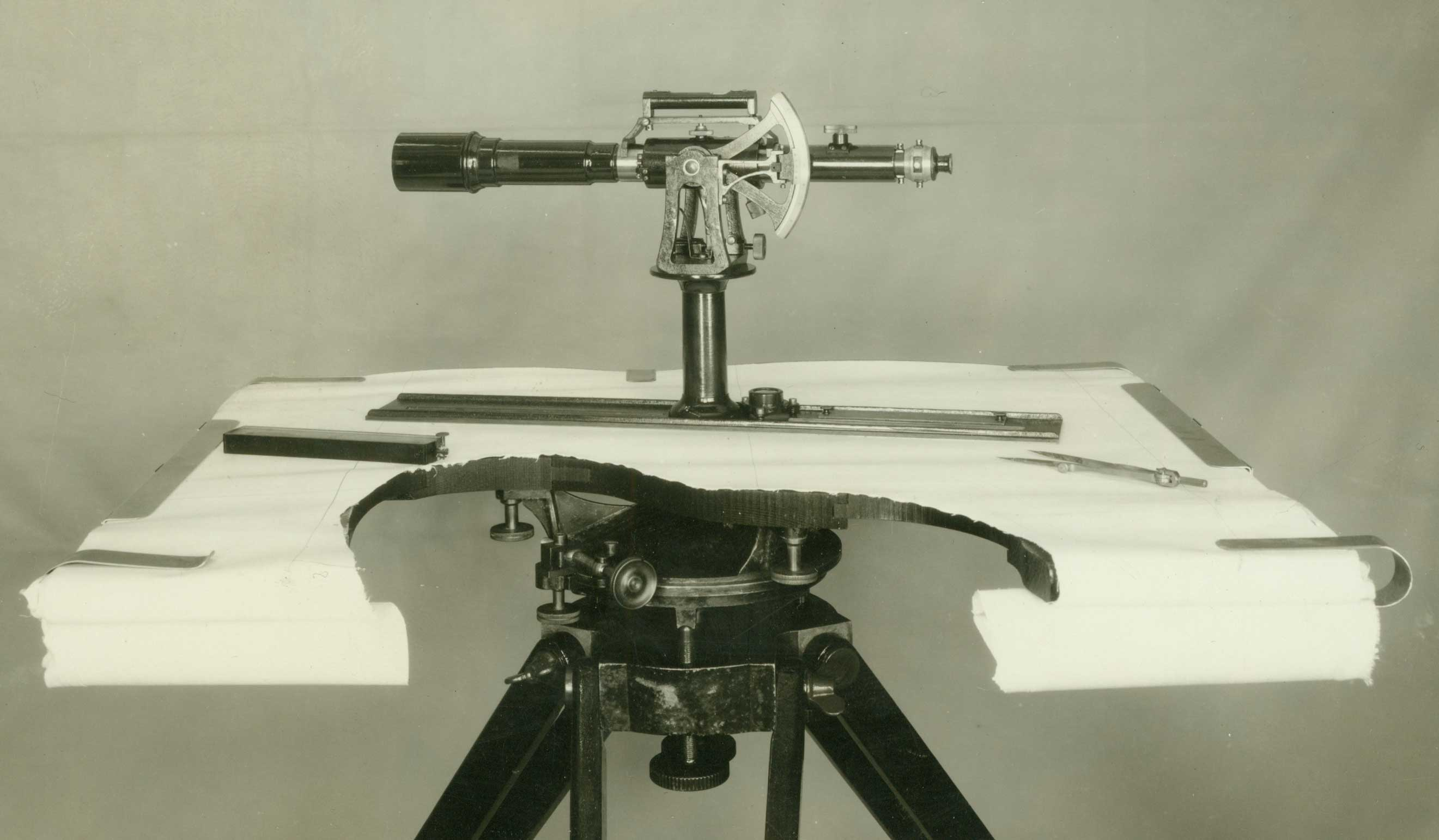
Plancheta con parte de la superficie recortada para mostrar el montaje sobre el trípode. El soporte permite nivelar la mesa, sobre la que se ve la alidada con una mira telescópica

Una plancheta consiste en una superficie lisa que sirve de mesa montada sobre una base resistente. La conexión entre la superficie de la mesa y la base permite nivelarla con precisión en un plano horizontal utilizando un nivel de burbuja. La base, un trípode, está diseñada para sostener la mesa sobre un punto específico del terreno. Al ajustar la longitud de las patas se puede nivelar la mesa independientemente de la forma del terreno.

## Uso
En uso, la plancheta se coloca sobre un punto y se lleva a un nivel horizontal preciso. Se fija una hoja de dibujo a la superficie y se utiliza una alidada para avistar objetos de interés. La alidada, que en los ejemplos modernos del instrumento es una regla con una mira telescópica, se puede utilizar para trazar en el dibujo una línea recta que esté en la dirección del objetivo que se desea localizar sobre el plano.
Al utilizar la alidada como un nivel, la información sobre la topografía del terreno se puede registrar directamente en el dibujo en forma de elevaciones. Las distancias a los objetos se pueden medir directamente o mediante el uso de marcas de referencia en el telescopio de la alidada.